# ラルフ・アベニュー駅 (INDフルトン・ストリート線)
ラルフ・アベニュー駅（Ralph Avenue）はブルックリン区のラルフ・アベニューとフルトン・ストリート交差点に位置するニューヨーク市地下鉄INDフルトン・ストリート線の駅である。A系統が深夜のみ、C系統が深夜を除く終日停車する。

## 歴史
駅はINDフルトン・ストリート線がジェイ・ストリート-ボロー・ホール駅（現在のジェイ・ストリート-メトロテック駅）からロッカウェイ・アベニュー駅まで開業した1936年4月9日に開業した。この駅の上のBMTフルトン・ストリート線の同名の駅は1940年5月31日に廃止された 。

## 駅構造
| G          | 地上階                     | 出入口 |
| M          | 改札階                     | 改札口、駅員詰所、メトロカード自動券売機                                                                                          |
| P ホーム階 | 相対式ホーム、右側扉が開く | 相対式ホーム、右側扉が開く |
| P ホーム階 | 北行緩行線                 | ← 深夜帯：207丁目駅行き（ユーティカ・アベニュー駅） ← 168丁目駅行き（ユーティカ・アベニュー駅）                                   |
| P ホーム階 | 北行急行線                 | ← 深夜帯以外：通過 |
| P ホーム階 | 南行急行線                 | → 深夜帯以外：通過 → |
| P ホーム階 | 南行緩行線                 | → 深夜帯：ファー・ロッカウェイ駅行き（ロッカウェイ・アベニュー駅）→ ユークリッド・アベニュー駅行き（ロッカウェイ・アベニュー駅）→ |
| P ホーム階 | 相対式ホーム、右側扉が開く | |

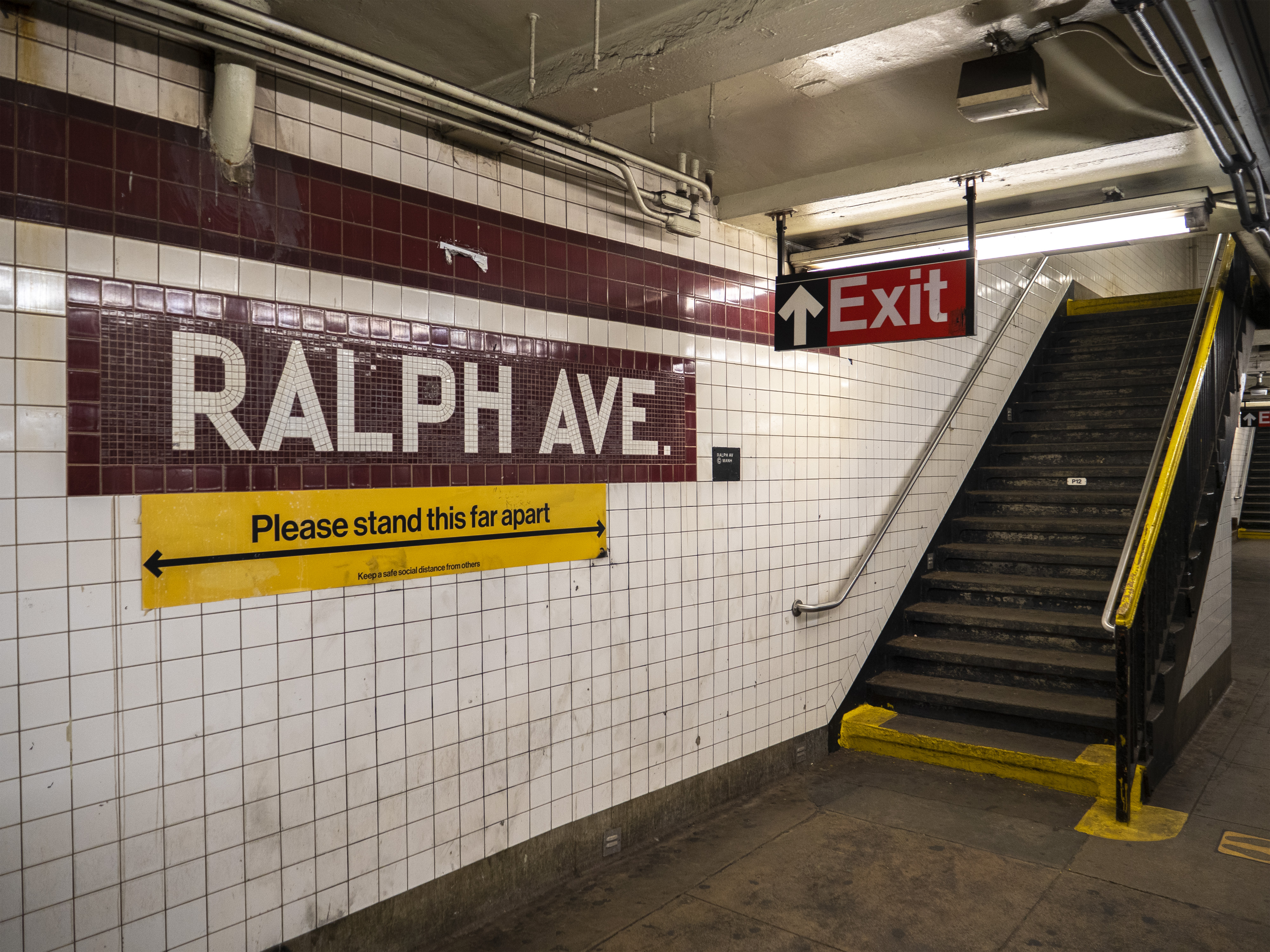
駅名標

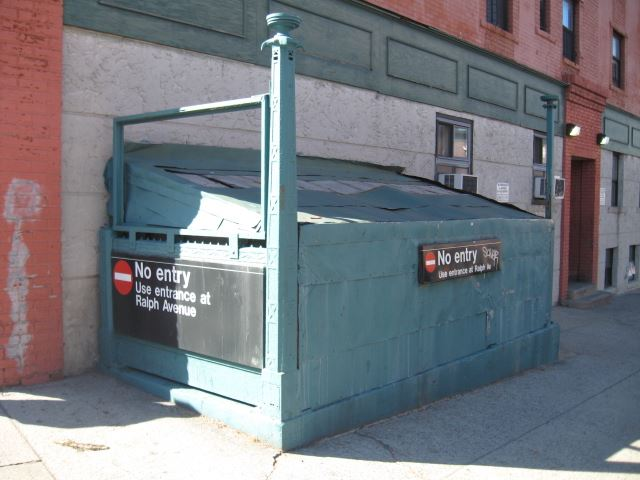
廃止された階段

駅は相対式ホーム2面4線の駅である。タイルは赤色でホームに柱はなく、メザニンの柱は青または黄色である。

### 出入口
駅西端に改札がある。地上へはラルフ・アベニューとフルトン・ストリート交差点の北西・南西に階段が1つずつ接続しているが、かつては駅東端にも改札があり、ハワード・アベニューへ出ることができた。